# Adorned Brood
 Adorned Brood è un gruppo di folk metal e pagan metal di Neuss, Germania.

## Storia
Dopo la costituzione del gruppo 1993, Adorned Brood registrò due cassette demo. Essi firmarono un contratto con l'etichetta tedesca Folter Records. Registrarono il loro primo album in studio Hiltia nel 1996, il secondo album Wigand nel 1998. Di ogni album vennero stampate solo 1 000 copie.
Ottennero poi un contratto con la Moonstorm Records. Il loro terzo album, Asgard, venne pubblicato nel 2000. Nello stesso anno, per il quarto album, Erdenkraft, si unì a loro il cantante solista Erik Hecht dei Subway to Sally.
Sono stati in tour con i Subway to Sally ed hanno suonato nei festival musicali Summer Breeze Open Air, Partysan, Wave Gotik Treffen e Feuertanz Festival.
Dopo una lunga pausa, gli Adorned Brood firmarono per la nuova etichetta Black Bards Entertainment, per la quale, a fine settembre 2006 uscì il quinto album Heldentat. Avvennero nel frattempo dei cambiamenti nella composizione della band, nel 2004 se ne era andato Anreas, nel 2007 se ne andarono Benjamin e Thorsten Riekel (che aveva sostituito Andreas). Sono tutti chitarristi e al loro posto rientrò Mirko "Pagan" Klier, ma solo per due anni, poi vennero Thorsten Derks nel 2007 e Jan Jansohn nel 2009. Nel 2008 si ritirò l'amata dai fan Ingeborg Anna che smise di suonare per dedicarsi alla famiglia e al suo posto subentrò Anne. Alla fine, della formazione originale rimasero solo Markus Frost e il rientrato Mike Engelmann, ma i dischi ed i concerti continuarono.

## Formazione[1]

### Attuale formazione
- Markus "Teutobot" Frost – voce, basso (1993-presente)
- Mike "Ariovist" Engelmann – batteria (1993-1998, 2010-presente)
- Thorsten Derks – chitarra (2007-presente)
- Jan Jansohn – chitarra (2009-presente)
- Niklas Enns – tastiere (2009-presente)
- Anne Jespen – flauto (2009-presente)

### Componenti precedenti
- Ingeborg Anna Baumgärtel – voce, flauto (1996-2008)
- Klaus Röhrig – voce (1993-1995)
- Nermin "Oberon" Hadžović – chitarra (1993-1997)
- Tim Baumgärtel – batteria, piano (1998-2010)
- Mirko "Pagan" Klier – chitarra (1993-2001, 2007-2009)
- Andreas – chitarra (1997-2004)
- Benjamin – chitarra (2001-2007)
- Thorsten Riekel – chitarra (2004-2007)

## Discografia

### Album in studio
- 1996 – Hiltia
- 1998 – Wigand
- 2000 – Asgard
- 2002 – Erdenkraft
- 2006 – Heldentat
- 2008 – Noor
- 2010 – Hammerfeste
- 2012 – Kuningaz

### Raccolte
- 2008 – Hiltia & Wigand